# Liste des rois Shilluk
En langue Shilluk, le mot reth signifie « roi ». Le royaume Shilluk existe depuis le XVe siècle. Bien qu'il ait été intégré à tour de rôle dans le Soudan anglo-égyptien, le Soudan est enfin depuis 2011 dans l'État du Soudan du Sud, ses dirigeants ont réussi à maintenir leur lignée royale. Les reth ont des fonctions religieuses en tant qu'intermédiaire entre Dieu et les hommes. Le fondateur du royaume est le héros culturel Nyikang, un prince étranger peut-être issu du peuple Acholis (Ouganda) qui dans son exil s'est fondé une nouvelle patrie sur les berges du Nil blanc et de la rivière Sobat (villes de Fachoda et de Malakal).

## Liste
Les dates avant 1875 sont très approximatives.
- XVe siècle: Nyikang
- XVIe siècle: Cal fils de Nyikang
- XVIe siècle: Dak fils de Nyikang
- XVIe siècle: Nyidoro fils de Dak
- 1600 - 1635: Odak Ocolo, fils de Dak
- 1635 - 1650: Duwat wad Odak, fils de Odak Ocolo
- 1650 - 1660: Bwoc, fils de Duwat
- 1660 - 1661: Akac
- 1661 - 1667: Abudok fille de Bwoc
- 1667 - 1690: Tokot fils de Bwoc
- 1690 - 1710: Tugo fils de Tokot
- 1710 - 1715: Okon fils de Tugo
- 1715 - 1745: Nyadwai fils de Tugo
- 1740 - 1745: Ngu Abab (usurpateur)
- 1745 - 1750: Muko fils de Nyadwai
- 1750 - 1760: Wak fils de Nyadwai
- 1760 - 1770: Tyelgut fils de Nyadwai
- 1770 - 1780: Kudit fils de Okon
- 1780 - 1820: Yor Nyakwac fils de Kudit
- 1820 - 1825: Aney fils de Nyakwac
- 1825 - 1835: Akwot fils de Nyakwac
- 1835 - 1840: Awin fils de Nyakwac
- 1840 - 1845: Akoc fils de Akwot
- 1845 - 1859: Nyidok fils de Nyakwac
- 1859: Acin fils de Akwot
- 1859 - 1870: Kwadker fils de Akwot
- 1870 - 1875: Ajang fils de Nyidok
- 1875: Dedunyal fils de Ajang
- 1876 - 1881: Kuikon fils de Kwadker
- 1881 - 1892: Yor fils de Akoc
- 1892 - 1903: Kur Galdwan fils de Nyidok
- 1903 - 1917: Fadyet fils de Kwadker
- 1917 - 1943: Fafiti fils de Yor
- 1944 - 1945: Aney fils de Kur
- 1946 - 1951: Dak fils de Fadyet
- 1952 - 1974: Kur fils de Fafiti
- 1974 - 1992: Ayang fils de Aney
- à partir de 1993: Kwongo fils de Dak